# Wolbrom
Wolbrom (udtale: [ˈvɔlbrɔm] tysk: Wolfram, Yiddish: וואָלבראָם, romaniseret: Volbrom) er en by og kommune (Gmina) i det sydøstlige Polen. Den ligger i voivodskabet Lillepolen (Województwo małopolskie) og har 8.361(2021) indbyggere, og et areal på 	9,74 km². Den er en del af powiat (amt) Olkusz.
Wolbrom ligger i Kraków-Częstochowa Jura, som også kaldes den polske Jura. Syd for byen ligger bjerget Kamienna, med et stålkors på toppen, og en fantastisk udsigt over Wolbrom. Byen ligger 375 meter over havets overflade. I 1885 fik Wolbrom en jernbanestation langs en nybygget jernbane fra Dęblin til Dąbrowa Górnicza. Byen ligger også ved den bredsporede godsbane Linia Hutnicza Szerokotorowa (de).

## Historie
Byens historie går tilbage til år 1311, hvor kong Vladislav 1. gav tilladelse til at grundlægge en bosættelse kaldet Wolwrami, beliggende i en stor skov på grænsen mellem Lillepolen og Schlesien. Grundlæggerne af bosættelsen var angiveligt brødre ved navn Wolframi, Kim og Hilary fra Kraków, og landsbyen blev opkaldt efter en af dem. Wolbrom fik byrettigheder i 1327, mistede dem i 1869 og fik det tilbage i 1930.